# Liste der Monuments historiques in Anjeux
Die Liste der Monuments historiques in Anjeux führt die Monuments historiques in der französischen Gemeinde Anjeux auf.

## Liste der Immobilien
| Bezeichnung    | Beschreibung                    | Standort                | Kennzeichnung | Schutzstatus | Datum | Bild           |
| -------------- | ------------------------------- | ----------------------- | ------------- | ------------ | ----- | -------------- |
| Kirche St-Rémi | aus dem 15. und 16. Jahrhundert | Rue de la Cornée (Lage) | PA00102111    | Inscrit      | 1944  | weitere Bilder |

## Liste der Objekte
| Bezeichnung | Beschreibung                                                  | Standort                     | Kennzeichnung | Schutzstatus | Datum | Bild |
| ----------- | ------------------------------------------------------------- | ---------------------------- | ------------- | ------------ | ----- | ---- |
| Glocke      | Bronze, 1783 oder 1785 gegossen                               | in der Kirche St-Rémi (Lage) | PM70000036    | Classé       | 1942  |      |
| Taufbecken  | Stein, 16. Jahrhundert                                        | in der Kirche St-Rémi (Lage) | PM70000037    | Classé       | 1974  |      |
| Kreuzweg    | 14 Gemälde; Ölfarbe auf Leinwand, Anfang des 19. Jahrhunderts | in der Kirche St-Rémi (Lage) | PM70000038    | Classé       | 1987  |      |